# Национальный исследовательский комитет по вопросам обороны США
Национальный комитет оборонных исследований (НКОИ, англ. National Defense Research Committee) — комитет в составе Совета национальной обороны Соединённых Штатов, созданный «для координации, надзора и проведения научных исследований по проблемам, лежащим в основе разработки, производства и использования механизмов и устройств вооруженной борьбы», и существовавший с 27 июня 1940 года до 28 июня 1941 года. Большая часть его работы была связана со строжайшей секретностью, и затрагивала создание технологий, которые легли в основу новых военных разработок, включая радар и атомную бомбу. В 1941 году его основные функции были переданы новому федеральному Управлению научных исследований и разработок, а НКОИ преобразован в консультативную организацию, которая продолжала свою деятельность до 1947 года.

## История
В 1940 году Вэнэвар Буш, Джеймс Конант и Карл Комптон обратились к президенту Национальной академии наук Фрэнку Джуэтту с предложением о создании организации, которая позволила бы мобилизовать усилия американских учёных для реализации технический идей, направленных на обеспечение победы в войне, если Америка когда-либо вступит в неё. Созданный ранее Комитет по урану вошёл в НКОИ в качестве одного из подкомитетов и сыграл важную роль в дальнейшем развитии атомных исследований. Были заключены договоры с университетами, частными и общественными организациями.